# فیلم سوسیالیسم
سوسیالیسم (به فرانسوی: Socialisme)، (به انگلیسی: Socialism) که اغلب از آن با عنوان فیلم سوسیالیسم یاد می‌شود فیلمی است ساختهٔ ژان‌لوک گدار، کارگردان فرانسوی، محصول سال ۲۰۱۰. فیلم که خط داستانی مشخصی ندارد از سه موومان تشکیل شده است و از نظر تمپو، بیان و تکرار تم بی‌شباهت به فرم کلاسیک سونات نیست. موومان اول، با سرعت بالا، موومان دوم آهسته‌تر، موومان سوم تندتر و کوتاه‌تر از موومان اول. موومان اول در یک کشتی اقیانوس‌پیما می‌گذرد که دریای مدیترانه را درمی‌نوردد و گاه‌وبیگاه در بنادری توقف می‌کند. موومان دوم در یک خانه کوچک در جنوب فرانسه و پمپ بنزینی که در مجاورت آن قرار دارد می‌گذرد. در موومان سوم دوباره به سفر دریایی موومان اول بازمی‌گردیم و گدار سرزمین‌هایی را به تصویر می‌کشد که به گفته او «انسانیت ما» در آنها متولد شده است: مصر، فلسطین، ادسا، هلاس، ناپل، بارسلون...

## طرح داستان

### موومان اول: چیزهایی مثل
هزاران مسافر واقعی کشتی در فیلم گدار در نقش سیاهی‌لشکرهای فیلم ظاهر شده‌اند. ما آنها را در حال خوردن، نوشیدن، قمار کردن، ورزش کردن، دعا کردن، فیلم دیدن و … می‌بینیم. به ندرت با یکدیگر حرفی می‌زنند و تمام فعالیت‌های خود را با دوربین‌های مختلف دیجیتال ثبت می‌کنند. در صحنه‌ای از فیلم آلن بدیوی فیلسوف، در سالنی خالی، دربارهٔ هندسه و فلسفه سخنرانی می‌کند. بازیگران فیلم (یک بانک‌دار یهودی، یک شکارچی جنایتکاران جنگی، زنی جوان به همراه مردی بسیار مسن‌تر و مقتدرتر از خود، یک زن آفریقایی که می‌گوید تا وقتی اروپا را شاد نبیند نمی‌خواهد بمیرد، زنی دیگر که همین را در مورد روسیه می‌گوید) در جاهای مختلف کشتی قرار گرفته‌اند. حرف‌هایشان در هیاهوی آدم‌های کشتی، موسیقی و صدای باد، به خوبی شنیده نمی‌شود.
رکود اقتصادی جهانی، بحران اقتصادی یونان، تخریب آبراه‌ها به دلیل حفاری در اعماق دریا و… از موضوعاتی‌ست که در این بخش به آن اشاره می‌شود.

### موومان دوم: اروپای ما
خانواده مارتین، متشکل از پدر، مادر، پسر ۱۰ ساله و دختر نوجوان، آدم‌های خوبی به نظر می‌رسند. آنها صاحب پمپ بنزینی هستند که در مجاورت خانه‌شان قرار دارد و در پمپ بنزینشان یک لاما و یک خر نگهداری می‌کنند. مادر در یک انتخابات محلی نامزد می‌شود و همین مسئله پای یک گروه تلویزیونی را به خانه‌شان باز می‌کند. در این بخش، برخلاف هیاهو و ریتم تند موومان اول، دوربین ثابت و ریتم کند است. در جایی گزارشگر زن تلویزیون از پسرک می‌پرسد به چه فکر می‌کند؟ پسر جواب می‌دهد «به کون تو». زن می‌گوید «واقعاً برایت جالب است؟» و پسر جواب می‌دهد «بدون شرح».

### موومان سوم: انسانیت‌های ما
در موومان سوم، تصاویری از سفر دریایی که در بخش اول فیلم دیده بودیم در کنار تصاویری از جنایات و ترس‌های قرن بیستم مونتاژ می‌شود. فیلم با دو کلمه‌ای که پسربچه در موومان دوم به شوخی گفته بود تمام می‌شود: «بدون شرح».

## تولید فیلم
این اولین فیلم گدار است که تماماً به شیوه ویدئویی تصویربرداری شده است. در تیتراژ نام چهار فیلم‌بردار به چشم می‌خورد که یکی‌شان خود گدار است. دوربین‌ها از دوربین موبایل تا دوربین ویدیوی اچ‌دی متغیر است.

متن فیلم عمدتاً به زبان فرانسوی است اما اینجا و آنجا کمی آلمانی، روسی، عربی، عبری، لاتین و یونانی هم شنیده می‌شود.

زیرنویس فیلم به انگلیسی ناواهو است و فهم آن برای کسی که با این زبان آشنا نیست، بسیار دشوار است. اما فهم کامل گفتار فیلم، برای فرانسوی‌زبان‌ها هم آسان نیست. در میان هیاهوی کشتی و صدای دائم باد، صدای بازیگران با میکروفون‌های بدون بادگیر ضبط شده و از این رو به خوبی قابل شنیدن نیست. این شیوه با موضوع فیلم که شکست زبان است مناسبت دارد.

یکی از تفاسیری که از عنوان فیلم (فیلم سوسیالیسم) ارائه می‌شود این است که در اجتماعی که به طور مصنوعی در یک کشتی گرد هم آمده است امکان به وجود آمدن سوسیالیسم وجود ندارد چون افراد با یکدیگر ارتباط برقرار نمی‌کنند، نه بر خود اثر می‌گذارند و نه بر اثری که نابخرادنه بر دیگران می‌گذارند آگاهند.

## جوایز و افتخارها
- نامزد دریافت جایزه برای کارهای نو و نگاهی نو در جشنواره فیلم کن (۲۰۱۰)[۲]
- برنده جایزه بهترین فیلم تجربی یا مستقل از انجمن منتقدان فیلم لس‌آنجلس (۲۰۱۰)[۳]
- برنده جایزه بین‌المللی سینه‌فیل سوسایتی (۲۰۱۱)[۴]